# Kwas cyjanurowy
Kwas cyjanurowy – organiczny związek chemiczny, cykliczny trimer kwasu cyjanowego.

## Otrzymywanie
Po raz pierwszy został zsyntetyzowany przez Friedricha Wöhlera w 1829 roku w wyniku termicznego rozkładu mocznika i kwasu moczowego. Obecnie przemysłowe metody produkcji opierają się na rozkładzie mocznika z wydzieleniem amoniaku w temperaturze powyżej 175 °C.
3H
2N−CO−NH
2 → C
3N
3(OH)
3 + 3NH
3